# ReverseM
reverseM（リバースエム）は、日本のガールズバンド。パフォーマンスユニット。

## 略歴
2016年6月に結成され、テクノ、エレクトロを中心とした独特の音楽性と破天荒なパフォーマンスが特徴。1ボーカル1DJ、1キーボードという変則編成。結成初期は「困難も必ずいい方へ」の意味を込めて「reverse」で活動し、全員の頭文字が「M」だと気付き改名した。
メンバーはソロ活動も並行して行っており、後述の通り真理杏はモデル、舞台俳優として活動。眞弥もえもスチールモデル出身である。
楽曲提供はvague、サポートメンバーでもあるのあち。
2017年1月13日のライブを持ち、一時休止を発表。眞弥もえが脱退する。2017年中は2人組ユニットとして活動した。2022年現在は活動を休止している。

## メンバー
- 上遠野マリカ（かとおの・まりか） - ボーカル

1991年5月25日、岩手県出身。身長165センチ。リーダーでありフロントマン。MCも担当。2015年に「ぱー研！」を脱退。ソロ歌手として活動後にReverseMを結成。
- 真理杏（まりあん） - ボーカル、サンプリング、DJ

1996年1月3日、埼玉県出身。身長170センチ、体重45キロ。旧名：堀川真理杏。月刊ハーレー専門誌「VIBES」（海王社）で結成されたダンスチーム「vibesfox」としても活動。ウクライナ系スペイン人と日本人のハーフで、スペイン語が特技。

### サポートメンバー
- のあち - ギター

199X年10月14日、埼玉県出身メルボルン育ち。楽曲提供も行う。第二種電気工事士保持。ニコニコ動画を中心に活動していたが、2016年3月に上遠野マリカのバックギターをしたことで結成時よりサポートを務める。Harley Davidson 2014 FLSTC（ヘリテイジ ソフテイル クラシック）乗りであり、真理杏とはハーレーつながりの友人。城南海「アマミデンダ」（「月下美人」収録）作曲も手がける。

### 元メンバー
- 眞弥もえ（まひろ・もえ） - キーボード

生年未公表、3月10日、愛知県出身。身長159センチ、体重37キロ。1歳からクラシックピアノを習い唯一楽譜のかけるメンバーだが性格はエキセントリック。ウェブ番組での発言から「卍」担当とも言われている。スチールモデル、コスプレイヤーとしても活動し2016年に上京した。脱退後は黒姫（ブラックアリス）、神崎ありすの名義で活動。

## 出演
メンバー個々の活動についてはそれぞれの項目を参照のこと。

### ウェブテレビ
- 「日本式音楽人」[8]（2016年12月8日、2017年1月17日、ON AIR TV）